# Карпова Тетяна Михайлівна
Тетяна Михайлівна Карпова (1916–2018) — радянська і російська актриса театру і кіно. Народна артистка СРСР (1990).

## Біографія
Народилася 4 (17) січня 1916 року в Харкові (нині — Україна).
Вперше вийшла на сцену в 13-річному віці в спектаклі Маклена Граса Н. Г. Куліша в театрі Березіль (режисер А. С. Курбас).
У 1932—1933 роках навчалася в Харківському музично-театральному технікумі (нині Харківське музичне училище імені Бориса Лятошинського), одночасно виступала на сцені молодіжного робочого театру Темафор (Театр малих форм).
У 1934 році здавала іспит в школу при Московському Художньому театрі Два (МХАТ II) і була прийнята вільна слухачка, але через кілька місяців її вигнала Серафімою Бірман за нестерпний харківський говір.6[джерело?].
В 1938 році закінчила Театральне училище при Московському театрі Революції (курс М. І. Бабанова).
З 1938 року — актриса Московського театру Революції (з 1954 — Московський академічний театр імені Володимира Маяковського).
У кіно знімалася мало.
Кращі ролі — Сурмілова в кіноопереті На підмостках сцени К. К. Юдіна і Клавдія Іванівна в комедії Теща С. І. Сплошнова.
Актриса відзначала 100-річний ювілей в Центральному Будинку актора (ЦДА). Відбувся вечір під назвою Нескучне століття Тетяни Карпової, який пройшов за участю іменинниці.
Померла 26 лютого 2018 року в Москві на 103-му році життя. Похована в Москві на Троєкуровському кладовищі.

### Особисте життя
- перший чоловік (1935—1941) — Костянтин Кулешов, головний художник театру ім. В. Маяковського.
- другий чоловік — Сергій Арсенійович Майоров (1903—1973), театральний режисер. Заслужений діяч мистецтв Азербайджанської РСР (1934), заслужений діяч мистецтв РРФСР (1954).
- третій чоловік — Дмитро Долгопольський, директор-розпорядник театру ім. В. Маяковського.
- четвертий чоловік — Євген Костянтинович Олександрович. Наклав на себе руки, застрелившись з рушниці.

Дітей не було.
Проживала в Москві, в районі станції метро Київська.

## Звання та нагороди
- заслужена артистка РРФСР (05.11.1947)
- народна артистка РРФСР (08.03.1960) — за заслуги в області радянського мистецтва[1]
- народна артистка СРСР (25.07.1990) — за великі заслуги в розвитку радянського театрального мистецтва[2]
- Сталінська премія першого ступеня (1947) — за виконання ролі Любові Шевцової у виставі «Молода гвардія» по А. А. Фадєєву
- орден «Знак Пошани» (29.01.1954) — в зв'язку з тридцятиріччя Московського театру Драми і відзначаючи заслуги працівників театру в області розвитку радянського театрального мистецтва[3]
- орден Пошани (03.02.1998) — за великі заслуги в розвитку театрального мистецтва[4]
- медалі

## Творчість

### Театральні роботи
- «Вихованці слави» А. К. Гладкова — Шура Азарова
- 1961 — «Матінка Кураж та її діти» Б. Брехта —  Катрін
- «Лисички» Л. Хеллман — Реджина
- «Гамлет» У. Шекспіра —  Гертруда
- «Медея» Евріпіда — Медея
- «Королева-мати» М. Сантанеллі — Реджина
- «Собака на сіні» Лопе де Вега — Діана де Бельфлер[5]
- «Весна в Москві» Гусєва — Надя Коврова
- «Прості серця» К. Г. Паустовського — Ліза
- «Марія Стюарт» Ф. Шиллера — Розамунд, Паж
- «Сини трьох річок» В. М. Гусєва — Олександра
- |  | Ця стаття містить неперекладені фрагменти іноземною мовою. Ви можете допомогти проєкту, переклавши їх українською. |«Лодочниця» Погодіна — Шура
- «Батьківський дім» Катаєва — Зіна
- «Оленушка» Л. М. Леонова —  Олена
- «Молода гвардія» по А. А. Фадєєва — Люба Шевцова
- «Великі дні» Вірти — Таня Шатрова
- «Таня» Арбузова — Таня, Оля
- «Коло» С. Моем — Елізабет
- «Ромео і Джульєтта» У. Шекспіра — Дама
- «Не від світу цього» Фінна — Олена Петрівна
- «Леді і джентльмени» Л. Хеллман — Реджина
- |  | Ця стаття містить неперекладені фрагменти іноземною мовою. Ви можете допомогти проєкту, переклавши їх українською. |«Сампани Блакитний річки» В. Д. Пушкова — Натуко
- «Третя молодість» братів Тур — Полинцева
- «Яблунева гілка» В. А. Добровольського, Я. Смоляка — Ніна Воронцова
- «Зикови» М. Горького — Павла
- «Легенда про любов» Н. Хікмета — Мехмене Бану
- «Персональна справа» Штейна — Малютіна
- «Будиночок на околиці» А. Н. Арбузова — Любов
- «Аристократи» Погодіна — Сонька
- «Готель „Асторія“» А. П. Штейна — Лінда
- «За годину до світанку» Галича — Варя Калинникова
- «Матінка Кураж та її діти» Б. Брехта — Катрін
- «Фауст і смерть» Левада — Ірина
- «Океан» А. П. Штейна — Леля
- «Весняні скрипки» А. П. Штейна — Алевтина Миколаївна
- «Як ся маєш, хлопче?» В. Ф. Панової — Жінка без імені
- «Нас десь чекають» А. Н. Арбузова —  Валерка
- «Перебіжчик» А. Тур і П. Л. Тур —  Домбровська
- «Поворот ключа» М. Кундери —  Олена Нечасова
- «Чарівний пароль» Д. К. Орлова, Л. С. Новогрудського —  Гідра контрреволюції
- «Діти Ванюшина» С. А. Найдьонова —  Клавдія
- «Дума про Британку» Ю. І. Яновського —  Ганна Іванцева
- «Три хвилини Мартіна Гроу» Г. А. Боровика —  Мадам
- «Банкрут, або Свої люди — розрахуємося!» А. М. Островського —  Устина Наумівна
- «Довгоочікуваний» А. Д. Салинського —  Клава
- «Чайка» А. П. Чехов а —  Поліна Аркадіївна
- «Гра в джин» Д. Л. Кобурна —  Фонса Дорсі
- «Кішка на розпеченому даху» Т. Вільямса —  Велика Ма
- «Ніч ангела» А. Розанова —  Антоніна Романівна
- «Летять перелітні птахи» А. М. Галина —  Максимівна
- «Жанна» А. М. Галина —  Сверчкова
- «Флігель» А. Буравського —  Петрунічева
- «Уроки музики» Л. С. Петрушевської —  Анна Степанівна
- «Хто боїться Рея Бредбері?» В. Е. Максимова —  Горемикін
- «Моє століття» М. Лоранс —  Малу

### Ролі в кіно
- 1956: На підмостках сцени — Раїса Мінічна Сурмілова, акторка
- 1965: Гра без правил — «фройляйн Ерна Брінкель», Тетяна Володимирівна Зоріна, майор
- 1965: Гуля Корольова (фільм-спектакль) — Мати
- 1973: Мегре і людина на лавці — мадам Туре
- 1973: Теща — Клавдія Іванівна
- 1974: Ходіння по муках — Єфросинія Олексіївна Квашніна
- 1975: Ольга Сергіївна — Колега
- 1976: Пригощаю горобиною (фільм-спектакль) — Сусідка
- 1977: Слідство ведуть ЗнаТоКи. За всяку ціну — Ірина Семенівна Холіну
- 1978: Ецитонів Бурчеллі (фільм-спектакль) — Ганна Павлівна
- 1985: Гра в джин (фільм-спектакль) — Фонса
- 1985: Сеанс гіпнотизера (фільм-спектакль) — Олена Костянтинівна Глібова
- 1989: Кішка на розпеченому даху (фільм-спектакль) — Велика Ма
- 1990: Уроки музики (фільм-спектакль) — Анна Степанівна
- 1992-1994: Дрібниці життя — Єва, журналістка

### Озвучування
- 1946 — Пригоди Насреддіна — Зульфія (роль Ю. Різаєва)
- 1946 — Шовковий пензлик (анімаційний мульфільм)